# Tamlyn Tomita
Tamlyn Tomita, född 27 januari 1966 på Okinawa, Japan, är en amerikansk skådespelerska av japansk-filippinsk börd.
Tomita gjorde sin filmdebut 1986 i Karate Kid II: Mästarprovet. År 2004 hade hon en roll i The Day After Tomorrow.
Tomita är för svensk TV-publik mest känd för rollen som örlogskapten Tracy Manetti i TV-serien På heder och samvete samt för medverkan i Berlin Station på HBO.

## Filmografi (i urval)
- 1986 – Karate Kid II: Mästarprovet
- 1987 – Pluton B i Vietnam (TV-serie)
- 1987–1988 – Santa Barbara (TV-serie)
- 1990 – Hiroshima – samvetets stad (TV-film)
- 1992 – Quantum Leap (TV-serie)
- 1994 – Time Trax (TV-serie)
- 1994 – One West Waikiki (TV-serie)
- 1994 – Highlander (TV-serie)
- 1994 – Mord och inga visor (TV-serie)
- 1995 – Systrar (TV-serie)
- 1995 – Four Rooms
- 1996 – Chicago Hope (TV-serie)
- 1997 – Spejaren (TV-serie)
- 1998 – När livet vänder
- 1998 – Chicago Hope (TV-serie)
- 1999 – Will & Grace (TV-serie)
- 2000 – Nash Bridges (TV-serie)
- 2001 – Providence (TV-serie)
- 2001 – Jordan, rättsläkare (TV-serie)
- 2002 – The Shield (TV-serie)
- 2002–2003 – På heder och samvete (TV-serie)
- 2002–2003 – 24 (TV-serie)
- 2004 – The Day After Tomorrow
- 2004–2005 – North Shore (TV-serie)
- 2006 – Commander in Chief (TV-serie)
- 2006 – Stargate SG-1 (TV-serie)
- 2006–2008 – Stargate Atlantis (TV-serie)
- 2006–2009 – Eureka (TV-serie)
- 2007–2010 – Heroes (TV-serie)
- 2008 – The Eye
- 2008–2009 – General Hospital (TV-serie)
- 2008 – Twenty Good Years (TV-serie)
- 2009 – Monk (TV-serie)
- 2009 – The Mentalist (TV-serie)
- 2009 – Criminal Minds (TV-serie)
- 2009 – CSI: Miami (TV-serie)
- 2009 – Private Practice (TV-serie)
- 2011 – Glee (TV-serie)
- 2012 – Våra bästa år (TV-serie)
- 2012 – Make It or Break It (TV-serie)
- 2012 – Touch (TV-serie)
- 2013 – Bones (TV-serie)
- 2013 – True Blood (TV-serie)
- 2014–2017 – Teen Wolf (TV-serie)
- 2014–2015 – How to Get Away with Murder (TV-serie)
- 2014 – NCIS: Los Angeles (TV-serie)
- 2016 – Berlin Station (TV-serie)
- 2017–2019 – The Good Doctor (TV-serie)
- 2018 – Counterpart (TV-serie)
- 2020 – Star Trek: Picard (TV-serie)
- 2020 – Ducktales (TV-serie)
- 2021 – Cobra Kai (TV-serie)
- 2024 – Avatar: The Last Airbender (TV-serie)